# 土卫二十
土卫二十又稱為「帕利亞克」(S/2000 S 2, Paaliaq)，是环绕土星运行的一颗卫星。

## 概述
這顆衛星半长轴約為15,103,400公里，繞土星公轉週期692.98天，與黃道及土星赤道的軌道傾角為46.151°，軌道離心率0.3631，自轉週期為18.79 ± 0.09小時。